# Sándor Pósta
Sándor Pósta (født 25. september 1888 i Pánd, død 4. november 1952 i Budapest) var en ungarsk fægter, som deltog i OL 1924 i Paris.

## Fægtekarriere
Pósta var som ung en talentfuld fægter, inden studier og første verdenskrig kom i vejen; han blev alvorligt såret i krigen, men en succesfuld operation gjorde ham igen i stand til at fægte. Han gik på Italo Santellis fægteskole og stillede opp for MAFC i Budapest, for hvilken han vandt det ungarske mesterskab i sabel i 1922 og 1924. Ved OL 1924 i Paris var han tilmeldt i alle tre våbentyper, men stillede ikke til start i kårde eller fleuret individuelt. I fleuretholdkonkurrencen udgjorde han sammen med Ödön Tersztyánszky, Zoltán Schenker, István Lichteneckert, László Berti og József Rády det ungarske hold, der blev nummer to i indledende pulje og i kvartfinalen, inden en ny andenplads i semifinalen sikrede adgang til finalen. Her var både Frankrig og Belgien for stærke, og da Italien trak sig efter en episode i deres kamp mod Frankrig, blev det til ungarsk bronze; Frankrig fik guld og Belgien sølv. I holdkonkurrencen i sabel repræsenterede Pósta sammen med Zóltan Schenker, János Garay og László Berti Ungarn, og de vandt deres indledende pulje, deres kvartfinale- og deres semifinalepulje. I finalen endte kampen mod Italien 8-8, og da begge hold havde vundet deres øvrige kampe, var det samlede antal træffere i deres indbyrdes kamp, der afgjorde medaljerne. Her var Italien bedst med 50-46, så de fik guld, Ungarn sølv og Nederland bronze. I den individuelle sabelkonkurrence blev Pósta nummer to i sin indledende pulje og i sin semifinalepulje, men i finalen, hvor tre fægtere endte med fem matchsejre (de italienske fægtere trak sig, da en af dem blev diskvalificeret), og de mødtes så i en omkamp, hvor Pósta vandt begge kampe og fik guld, mens franske Roger Ducret vandt over en anden ungarer, János Garay, og fik sølv, mens Garay fik bronze.

## Anden karriere
Pósta var en meget privat person, der ikke brød sig om at være kendt; derfor er der kun få billeder af ham. Da en journalist efter hans OL-succes bankede på hans hotelværelse for at få et interview, gav Pósta ham bare sit kort, hvor han på bagsiden havde skrevet: "Jeg vandt OL-guld. Det er min erklæring."
Han blev uddannet tandkirurg og fungerede i denne profession. Derudover var han en respekteret sportsjournalist og sportskarikaturtegner. Han talte adskillige sprog flydende og havde derfor også flere opgaver som tolk og oversætter. Derudover havde han også talent for sceneoptræden og spillede med i flere teaterforestillinger. Endelig var han i en periode sundhedskommissær i sit land.